# Dreifaltigkeitskirche (Frankenthal)

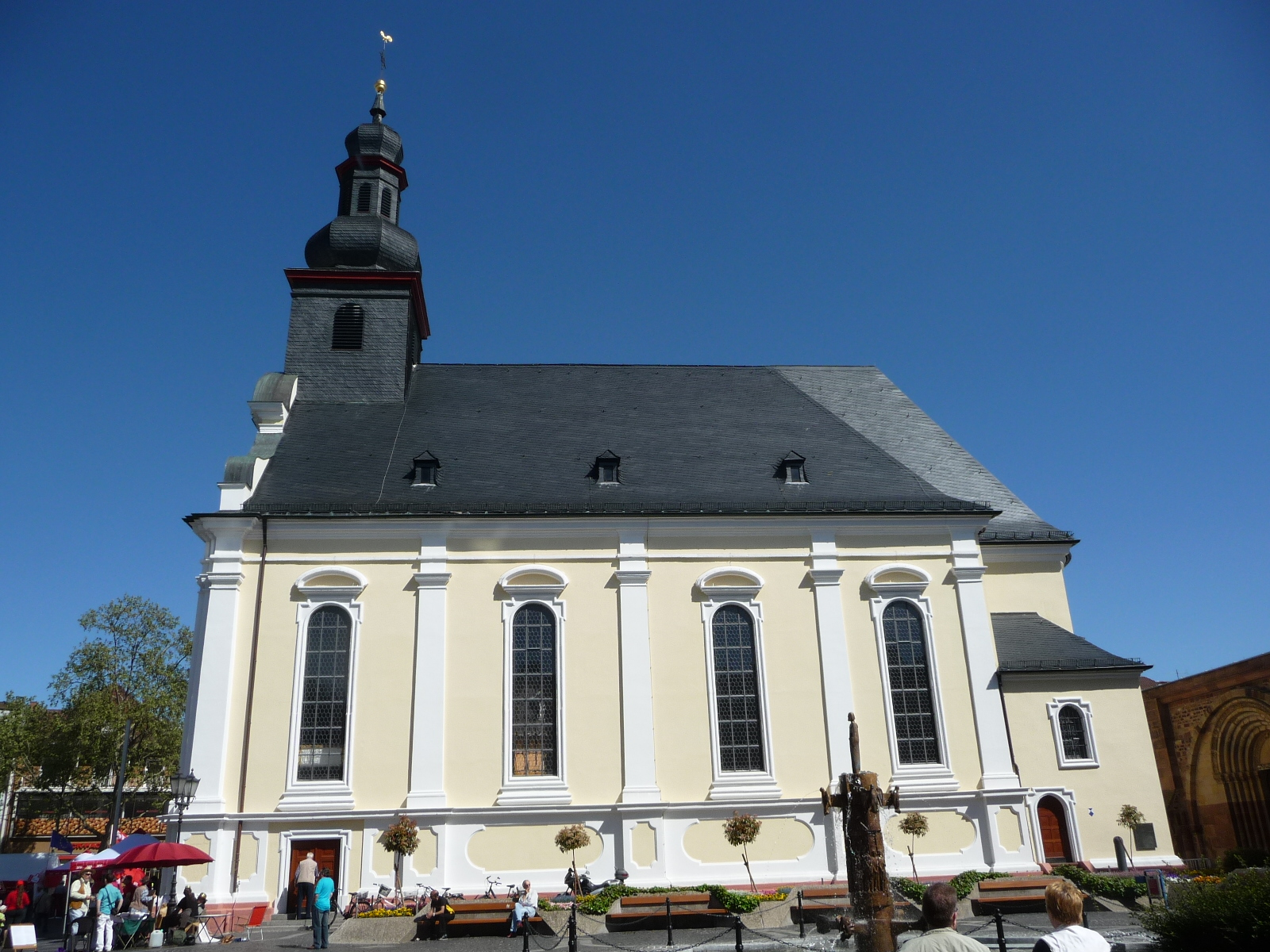
Ansicht von Süden

Die Pfarrkirche St. Dreifaltigkeit, vor Ort meist Dreifaltigkeitskirche genannt, im Zentrum der pfälzischen Stadt Frankenthal ist ein katholisches Gotteshaus. Gemeinsam mit der nahen Ludwigskirche, St. Paul, St. Cyriakus, St. Jakobus, St. Georg und der Kirche Hl. Kreuz im Stadtteil Mörsch gehört sie zur Pfarrei St. Dreifaltigkeit.

## Geographie
Die geostete Kirche liegt im Nordosten des zentralen Rathausplatzes westlich der protestantischen Zwölf-Apostel-Kirche und der mittelalterlichen Erkenbert-Ruine auf 94 m Höhe. Die verwaltungsmäßig mit der Dreifaltigkeitskirche verbundene Ludwigskirche befindet sich 400 Meter weiter nördlich außerhalb des historischen Stadtkerns, die der Pfarreiengemeinschaft zuletzt angeschlossene Kirche Hl. Kreuz in Mörsch ist zwei Kilometer entfernt. Durch die 2015 in Kraft getretene Pastoralreform wurde aus der Pfarreiengemeinschaft die neue Pfarrei St. Dreifaltigkeit. Hinzu kamen vier neue Gemeinden, St. Paul und St. Cyriakus (Eppstein/Flomersheim) sowie St. Jakobus und St. Georg (Studernheim). Diese sechs Gemeinden bilden die neue Pfarrei innerhalb Frankenthals.

## Geschichte
Der Bau der Kirche in der damals zur Kurpfalz gehörenden Stadt wurde bereits 1709 initiiert und anschließend durch den kurfürstlichen Ingenieurhauptmann Williancourt geplant. Sie sollte für die katholischen Gläubigen als Stadtkirche an die Stelle der benachbarten ehemaligen Stiftskirche St. Maria Magdalena treten, die nach der Enteignung im Anschluss an die Reformation den Katholiken schon seit dem 16. Jahrhundert nicht mehr zur Verfügung stand und nach Zerstörungen durch Brände und Kriege bis heute nur als sogenannte Erkenbert-Ruine überdauert hat.
Wegen Schwierigkeiten bei der Finanzierung zog sich die Errichtung der neuen Kirche über mehrere Jahrzehnte hin. Die Kirchweihe mit Konsekration der drei Altäre erfolgte am 28. September 1732 durch den Wormser Weihbischof Johann Anton Wallreuther, doch erst 1748 war das Gotteshaus endgültig fertiggestellt. Die Kurfürsten Carl Philipp und Carl Theodor unterstützten den Bau und beauftragten mit der Ausmalung des Innenraumes die Brüder Asam aus Rottweil. Die Glocken wurden in einer Frankenthaler Gießerei gegossen.
Erstmals renoviert wurde die Kirche 1882, 150 Jahre nach der Weihe. Als während des Zweiten Weltkriegs in der Bombennacht des 23. September 1943 die Frankenthaler Innenstadt ausbrannte, wurde auch die Dreifaltigkeitskirche fast völlig zerstört. Unter dem Stadtpfarrer Wilhelm Hilzensauer wurde sie wieder aufgebaut und am 2. Oktober 1949 durch den Speyerer Bischof und späteren Kardinal Joseph Wendel neu geweiht. Bei der Materialauswahl zum Wiederaufbau wurden Fehler gemacht, die teilweise auf Geldmangel, teilweise auf unzureichendes Wissen zurückgingen. Bei einer Außen- und Innenrenovierung für die 250-Jahr-Feier 1982 wurden erste Versuche zur Behebung unternommen.
Im Frühjahr 2009, 300 Jahre nach Planungsbeginn, begann eine umfassende sachgerechte Außensanierung. Die Kosten wurden zunächst auf 900.000 Euro veranschlagt, von denen 400.000 auf die betroffene Pfarrgemeinde und 500.000 auf das Bistum Speyer entfallen sollten. Bei den Arbeiten entstand ein Streit darüber, ob eine seit Jahrzehnten unmittelbar vor der Nordwand der Kirche betriebene Grillstation nach Ende der Kirchenrenovierung aus Erwägungen des Brandschutzes und der Stadtarchitektur einen anderen Standort erhält. Nachträglich wurde auch eine Innensanierung eingeleitet, wodurch sich die Kosten verdoppelten. Die Außenarbeiten wurden im November 2010 beendet, die Innenarbeiten dauerten bis Mai 2011. Der Imbiss rückte – bis zum baldigen Ablauf des Nutzungsvertrages – wieder an die alte Stelle neben der Kirche, auch er erhielt einen neuen Anstrich, passend zur Kirche.
Am 29. Mai wurde die Wiedereröffnung des Gotteshauses mit einer 500 Meter langen Menschenkette gefeiert, welche katholische und protestantische Christen gemeinsam um das Areal mit der Dreifaltigkeitskirche, der Zwölf-Apostel-Kirche und den Resten der Stiftskirche St. Maria Magdalena bildeten. Die Renovierungskosten beliefen sich auf 1,8 Millionen €. Hiervon übernahm das Bistum Speyer 80 Prozent, die Pfarrei, die Stadt Frankenthal und viele private Spender kamen für den Rest auf.

## Gebäude und Ausstattung

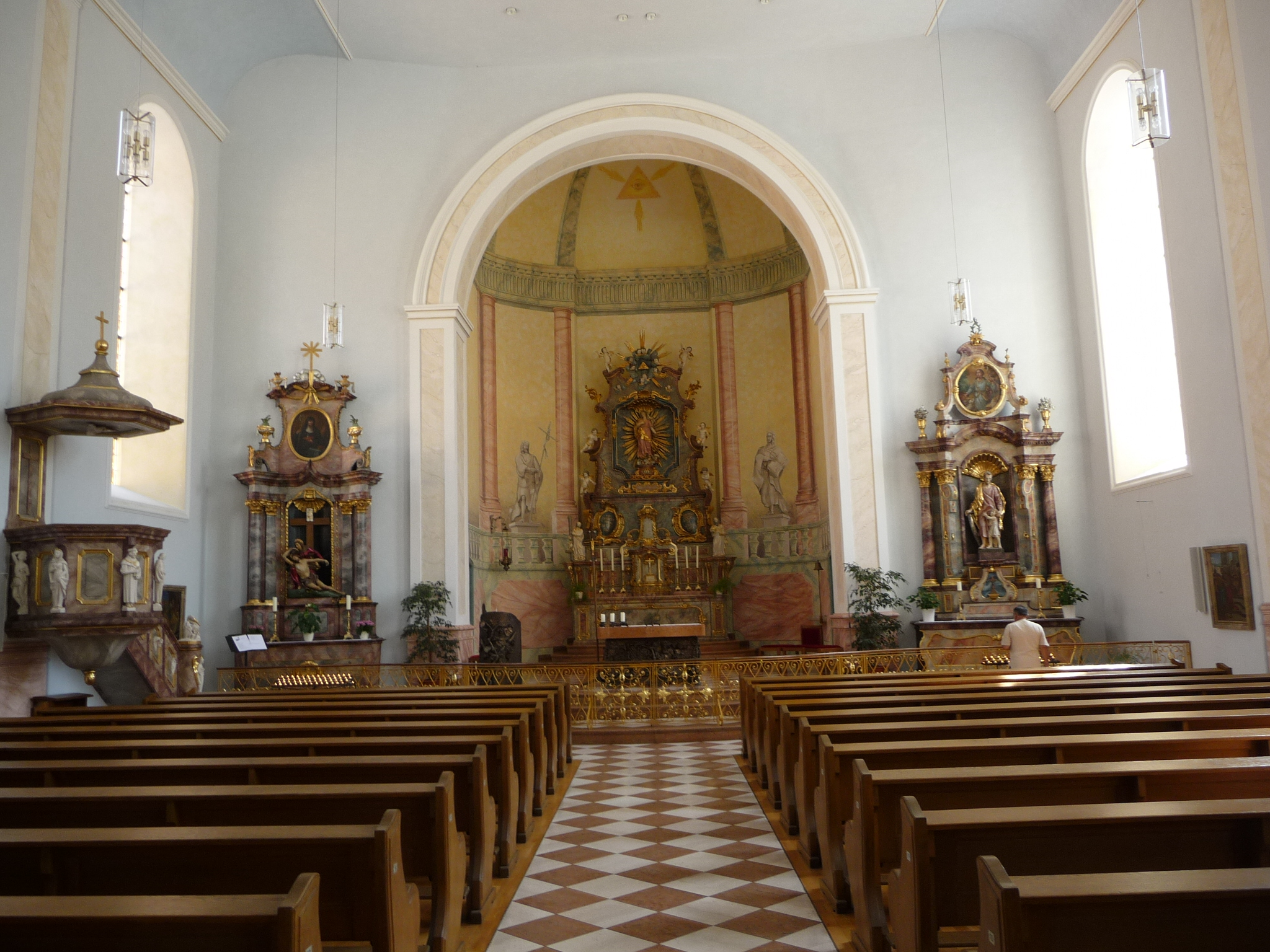
Inneres der Pfarrkirche

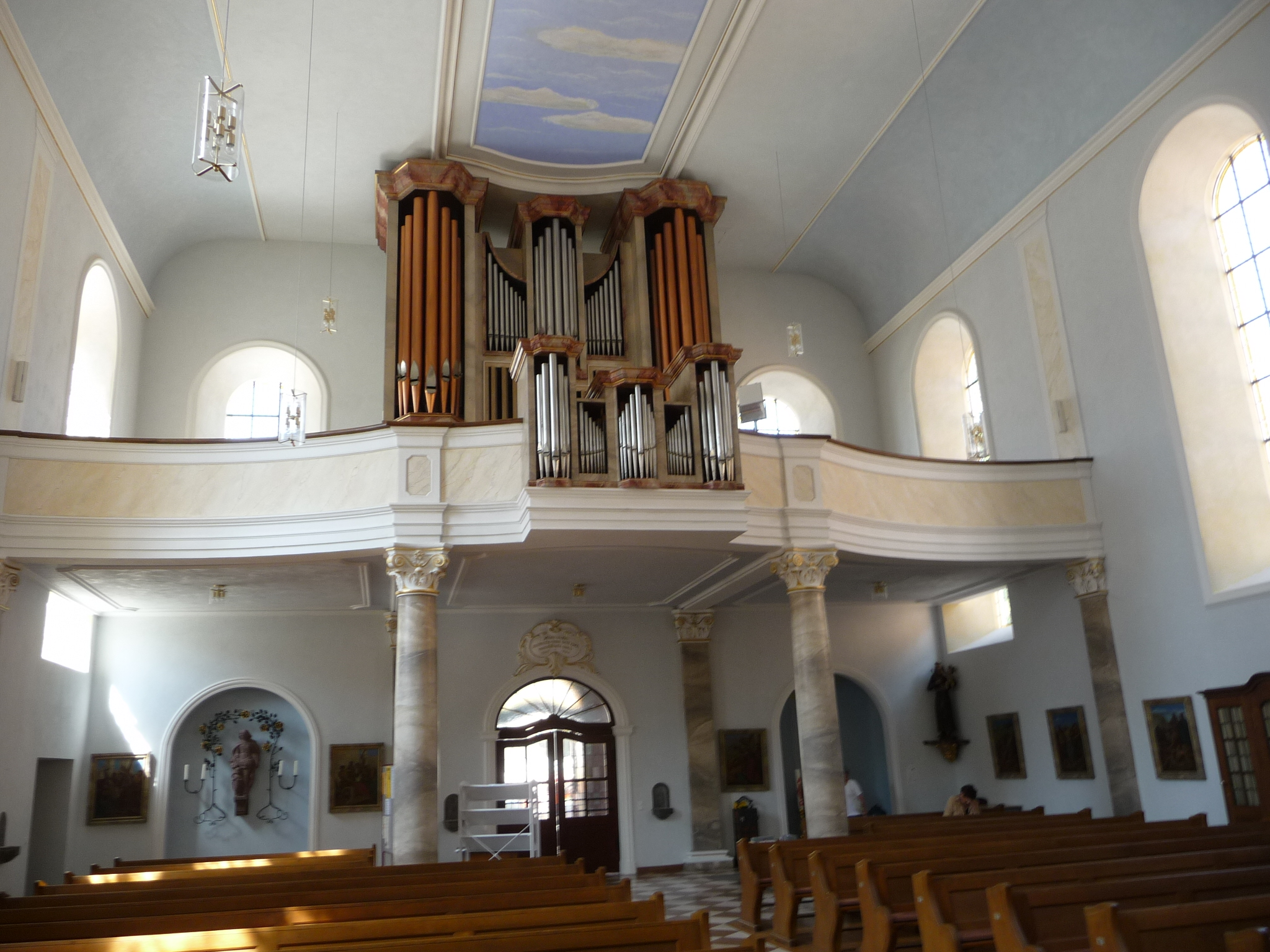
Orgel auf der Empore

Die Dreifaltigkeitskirche ist eine spätbarocke Saalkirche mit stark eingezogenem Chor. Über der gegliederten Fassade erhebt sich ein ausgeprägter Dachreiter mit Glockenstube und Laterne.  
Da die Inneneinrichtung mit ihren aus der ersten Hälfte des 18. Jahrhunderts stammenden Fresken nach den Bombenschäden von 1943 nicht rekonstruiert werden konnte, wurden der Hochaltar und die beiden Seitenaltäre aus dem 18. Jahrhundert beim Wiederaufbau aus der ebenfalls barocken Spitalkirche in Baden-Baden übernommen. Die Ausmalung von Vitus Wurmdobler erinnert an die ursprüngliche barocke Gestaltung, ohne sie zu imitieren. Zelebrationsaltar und Ambo stammen von dem Speyrer Künstler Franz Müller-Steinfurth (* 1952).
Orgel
Seit 1753 gab es in der Dreifaltigkeitskirche sechs Orgeln. Die erste hatte vermutlich 10–12 Register, die sechste von der Orgelwerkstatt Wolfgang Scherpf, Speyer aus dem Jahr 1960 hatte 32 Register. Inzwischen kan man von einer siebten Orgel sprechen, denn der grundlegende Umbau der Scherpf-Orgel durch Gerhard Kuhn (Esthal) kommt beinahe einem Neubau gleich. Das so entstandene Instrument hat 40 Register auf drei Manualen und Pedal.
Glocken
In der Glockenstube des dachreiterförmigen Turms hängen drei Glocken, die nach kriegsbedingtem Verlust 1949 vom ortsansässigen Glockengießer Hermann Hamm  (1896–1971) gegossen wurden. Es sind dies die  Gebetsglocke (f′), die Christusglocke (a′) und die Marienglocke (c″).